# Juegos Paralímpicos de Seúl 1988
Los Juegos Paralímpicos de Seúl 1988, los primeros que coincidían en sede con los Juegos Olímpicos tras 24 años, fueron los octavos Juegos Paralímpicos de Verano y se celebraron en Seúl (Corea del Sur) entre el 15 y el 24 de octubre de 1988.

## Deportes
Dieciséis deportes estuvieron en el programa olímpico oficial para estos Juegos, a los cuales se le añadió el Tenis en silla de ruedas como deporte de exhibición.
| - Atletismo - Baloncesto en silla de ruedas - Boccia - Bolos sobre hierba - Ciclismo - Esgrima en silla de ruedas - Fútbol 7 - Golbol - Judo | - Levantamiento - Halterofilia - Levantamiento de potencia - Natación - Snooker - Tenis en silla de ruedas - Tenis de mesa - Tiro - Tiro con arco - Voleibol |

## Delegaciones participantes
Un total de 60 países participaron en esta edición de las Paralimpiadas.
| - Alemania Occidental (FRG) - Argentina (ARG) - Australia (AUS) - Austria (AUT) - Bahamas (BAH) - Baréin (BRN) - Bélgica (BEL) - Brasil (BRA) - Bulgaria (BUL) - Canadá (CAN) - Checoslovaquia (TCH) - República Popular China (CHN) - Chipre (CYP) - Colombia (COL) - Corea del Sur (KOR) - Dinamarca (DEN) - Egipto (EGY) - España (ESP) - Estados Unidos (USA) - Filipinas (PHI) | - Finlandia (FIN) - Francia (FRA) - Grecia (GRE) - Guatemala (GUA) - Hong Kong (HKG) - Hungría (HUN) - India (IND) - Indonesia (INA) - Irán (IRI) - Irlanda (IRL) - Islandia (ISL) - Islas Feroe (FRO) - Israel (ISR) - Italia (ITA) - Jamaica (JAM) - Japón (JPN) - Jordania (JOR) - Kenia (KEN) - Kuwait (KUW) - Liechtenstein (LIE) | - Macao (MAC) - Malasia (MAS) - Marruecos (MAR) - México (MEX) - Noruega (NOR) - Nueva Zelanda (NZL) - Omán (OMA) - Países Bajos (NED) - Polonia (POL) - Portugal (POR) - Puerto Rico (PUR) - Reino Unido (GBR) - Singapur (SIN) - Suecia (SWE) - Suiza (SUI) - Tailandia (THA) - Trinidad y Tobago (TRI) - Túnez (TUN) - Unión Soviética (URS) - Yugoslavia (YUG) |

## Medallero
| # Pos | País                      | Oro | Plata | Bronce | Total |
| ----- | ------------------------- | --- | ----- | ------ | ----- |
| 1     | Estados Unidos (USA)      | 91  | 90    | 91     | 272   |
| 2     | Alemania Occidental (FRG) | 76  | 66    | 51     | 193   |
| 3     | Reino Unido (GBR)         | 64  | 66    | 53     | 183   |
| 4     | Canadá (CAN)              | 55  | 42    | 55     | 152   |
| 5     | Francia (FRA)             | 47  | 44    | 49     | 140   |
| 6     | Suecia (SWE)              | 42  | 38    | 23     | 103   |
| 7     | Corea del Sur (KOR)       | 40  | 35    | 19     | 94    |
| 8     | Países Bajos (NED)        | 31  | 25    | 30     | 86    |
| 9     | Polonia (POL)             | 24  | 25    | 33     | 82    |
| 10    | Australia (AUS)           | 23  | 35    | 38     | 96    |